# 4 bits

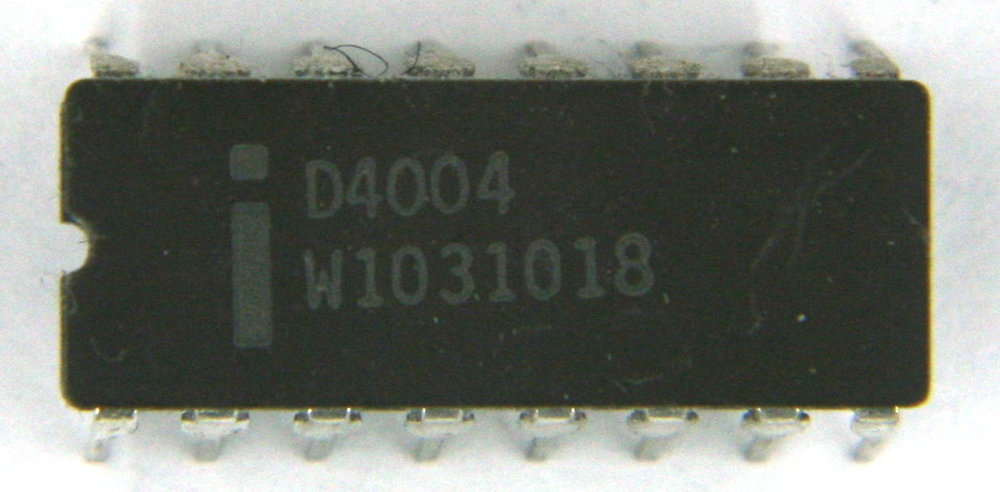
L'Intel 4004.

En arquitectura informàtica, enters, adreces de memòria o altres unitats de dades de 4 bits, posseeixen almenys 4 bits d'ample. També, UCP i UAL de 4 bits són aquelles basades en registres, busos d'adreces o de dades amb aquesta grandària. L'Intel 4004, el primer microprocessador en un xip únic disponible comercialment del món, era una UCP de 4 bits. El F-14 Tomcat's Central Air Data Computer (o F14 CADC) va ser creat un any abans del 4004, però la seva existència va ser mantinguda en secret per la Marina dels Estats Units d'Amèrica fins al 1997. Igualment, el processador del HP48 Saturn (una calculadora científica usada comunament) és bàsicament una màquina de 4 bits, encara que utilitzi paraules múltiples en conjunt, per exemple, adreçament de memòria de 20 bits.
La dècada del 1970 va presenciar el sorgiment d'aplicacions de 4 bits per al mercat de masses, com calculadores de butxaca.
Amb 4 bits, és possible crear 16 valors diferents. Tots els nombres hexadecimals poden ser escrits amb 4 bits.
| Binari | Octal | Decimal | Hexadecimal |
| ------ | ----- | ------- | ----------- |
| 0000   | 0     | 0       | 0           |
| 0001   | 1     | 1       | 1           |
| 0010   | 2     | 2       | 2           |
| 0011   | 3     | 3       | 3           |
| 0100   | 4     | 4       | 4           |
| 0101   | 5     | 5       | 5           |
| 0110   | 6     | 6       | 6           |
| 0111   | 7     | 7       | 7           |
| 1000   | 10    | 8       | 8           |
| 1001   | 11    | 9       | 9           |
| 1010   | 12    | 10      | A           |
| 1011   | 13    | 11      | B           |
| 1100   | 14    | 12      | C           |
| 1101   | 15    | 13      | D           |
| 1110   | 16    | 14      | E           |
| 1111   | 17    | 15      | F           |

## Llista de CPUs de 4 bits
- Intel 4004
- Intel 4040
- Atmel MARC4 (nucli)[2]
- Toshiba TLCS-47 (sèrie)
- HP Saturn[3]
- NEC μPD75X
- NEC μPD6P9 (microcontrolador de transmissor de comandament a distància infraroig)[4]